# 池田開発
池田開発株式会社（いけだかいはつ）は、大阪府池田市畑3-11にある企業である。

## 概要
老舗のゴルフ場である池田カンツリー倶楽部を運営している。業種は、サービス業である。代表者は、荒木進である。法人番号は 9120901019390 である。2019年時点における資本金は1000万円である。従業員数は41名である。関連会社に、兵庫県加東市の株式会社ウエストワンズがある。

## 歴史
1957年（昭和32年）2月に設立された。1960年（昭和35年）11月、池田カンツリー倶楽部が開場される。1990年（平成2年）の9月期における年収入高は、およそ27億円であった。1995年（平成7年）の9月期における売上高は、およそ16億5000万円であった。
2007年（平成19年）の9月期における売上高、2008年（平成20年）の9月期における年収入高ともに、10億円を下回っていた。2013年（平成25年）6月、ウエストワンズカンツリー倶楽部を経営する関連会社、株式会社ウエストワンズが、およそ263億円の負債総額を抱え、民事再生法の適用の申請を行う。同年9月期に、同社に対する貸付金などの貸倒損失を計上したことによって、大幅な債務超過の状態に陥っていた。
その後、集客を強化することによって収益を改善することや、不動産やキャディ用の寮を売却することによって債務を圧縮することに取り組んでいた。2018年（平成30年）の9月期における売上高は、およそ5億9600万円であった。2019年（令和元年）12月2日、およそ104億9600万円の負債総額を抱え、大阪地方裁判所に対して民事再生法の適用の申請を行う。